# 수동초등학교 (경기)
수동초등학교는 대한민국 경기도 남양주시에 있는 공립 초등학교이다.

## 학교 연혁
- 1932년 4월 1일 : 설립인가
- 1932년 4월 20일 : 청평공립보통학교 입석간이학교 개교
- 1946년 4월 1일 : 입석국민학교 개교
- 1963년 3월 2일 : 수동국민학교 개명

## 참고 자료
- 수동초등학교 - 한국교육학술정보원 학교알리미